# Le Petit Prince (film, 2015)
Pour les articles homonymes, voir Petit Prince (homonymie).
Pour plus de détails, voir Fiche technique et Distribution.
Le Petit Prince (autre titre original : The Little Prince) est un film d'animation français réalisé par Mark Osborne, co-écrit par Bob Persichetti et Irena Brignull et sorti en 2015. Il est adapté du livre éponyme d'Antoine de Saint-Exupéry.
Le film suit une petite fille et sa mère qui emménagent dans une nouvelle maison pour réussir son entrée dans une prestigieuse académie. Les vacances studieuses de la petite fille, rythmées par l'emploi du temps rigoureux établi par sa maman, vont être perturbées par l'Aviateur, un voisin aussi excentrique que généreux. Avec lui, elle va découvrir un monde extraordinaire où tout est possible. C’est alors que l'aventure de la petite fille dans l'univers du Petit Prince commence.
Ce film combine deux techniques d'animation : les images de synthèse (par ordinateur) et l'animation en volume.
En 2016, Le Petit Prince reçoit le César du meilleur film d'animation.

## Synopsis
Une jeune fille et sa mère se rendent à un entretien pour intégrer l'académie Werth. Pendant celui-ci, la Fille s'évanouit, ne sachant répondre à la "grande question" posée par les examinateurs afin de déterminer si son entrée à l'école est validée (la "grande question" semblant avoir été modifiée contrairement à leur préparation). Déterminée à faire réussir l'examen à sa Fille, la Mère décide d'emménager dans une nouvelle maison proche de l'école. Alors que la Petite Fille étudie selon un programme spécifique et minutieusement réglé durant les vacances d'été pour préparer son admission à l'académie, une hélice d'un avion casse un mur de leur maison et d'autres objets. La police arrive et découvre que les dégâts proviennent de la maison d'un vieil homme, voisin de la Mère et de la Petite Fille. Ce dernier compense les dommages en offrant un grand bocal de pièces à la fille. En voulant compter les pièces du bocal, la Petite Fille trouve de petits objets s'apparentant à des figurines parmi les pièces, tels qu'une rose, un garçon aux cheveux blonds portant une épée, ou encore un renard. Le vieil homme quant à lui, pensant bien faire, envoie des avions de papier racontant tour à tour une histoire. Mais la Petite Fille, conforme à ce que sa Mère lui a dit à propos de ses études et de ne pas adresser la parole à son vieux voisin, ne s'y intéresse pas de suite. Mais le lendemain, poussée par la curiosité, lit finalement la feuille envoyée par avion par son voisin qu'elle avait auparavant jetée à la poubelle. Ce dernier raconte son passé d'aviateur et relate qu'il est tombé en panne dans le désert Sahara. Là-bas, il a rencontré un petit bonhomme  qui lui a demandé de dessiner un mouton. Ne sachant pas dessiner, l'aviateur raconte avoir dessiné trois dessins différents de moutons, mais aucun ne convenait au petit garçon. À court d'idée, il finit par dessiner une caisse, affirmant que "le mouton qu'il cherche est dedans". Mais à sa grande surprise, le petit garçon est satisfait de son dessin. Ainsi débute la rencontre entre l'aviateur et le Petit Prince (la Petite Fille et le spectateur comprennent alors que cet aviateur est très probablement Antoine de Saint-Exupéry). Discrètement, pendant que sa mère est au travail, la Petite Fille se rend chez son son voisin, dans l'optique de lui rendre son dessin, et lui poser quelques questions laissées en suspens durant la lecture de son histoire. Elle y découvre également l'univers coloré et enfantin de l'Aviateur, tandis que ce dernier se montre ravi de pouvoir enfin partager son histoire avec quelqu'un prêt à l'écouter. Durant sa visite chez son voisin, la Petite Fille y découvre une peluche de renard, qu'elle adopte (bien que l'Aviateur l'ait prévenu qu'il n'avait pas de bouche et donc ne peut pas parler).
L'Aviateur continue de conter son histoire, en particulier celle du Petit Prince. Sur sa planète, l'astéroïde B612, le Petit Prince arrache les baobabs afin de ces derniers n'envahissent pas sa petite planète, et ramone les volcans qui y vivent. Et alors que son existence seule et monotone continuait, une petite pousse apparaît. Le Petit Prince décide d'en prendre soin et par ses efforts, fait éclore une belle rose. Ce dernier est en admiration devant elle et partage avec elle les levers et les couchers de soleil, mais cette belle fleur se montre très capricieuse et coquette, et demande au Petit Prince plusieurs responsabilités afin de prendre soin d'elle convenablement. Un jour cependant, le Petit Prince s'interroge et se met à avoir des envies d'amitiés avec d'autres individus que sa rose. Il décide de partir en voyage, laissant sa Rose seule sur sa petite planète. À la fin de son récit, la Petit Fille rentre chez elle in-extremis avant que sa mère ne revienne. Alors qu'elle tente de lui expliquer qu'elle s'est fait un ami, la Mère affirme cependant que les amis n'ont pas tout à fait leur place au sein du programme d'étude concocté pour sa fille durant l'été, et qu'elle pourrait davantage en profiter l'année suivante... Durant son voyage, le Petit Prince rencontre le Roi sur l'astéroïde B 325, un homme puissant possédant toutes les étoiles mais ne considérant le garçon que comme un sujet. Le Petit Prince lui demande alors d'ordonner aux étoiles de faire apparaître un coucher de soleil, bien que le Roi affirme qu'il faut attendre une certaine heure afin que "les conditions soient favorables". Déçu, et confirmant que les grandes personnes sont très étranges, le Petit Prince reprend son voyage. Il y rencontre également d'autres personnages tels que le Vaniteux (sur l'astéroïde B 326), ou encore le Businessman (sur l'astéroïde B 328). La Petite Fille, étant retournée chez l'Aviateur pour entendre la suite de son histoire, remarque que les adultes semblent vraiment étranges pour le Petit Prince. Cette dernière exprime par ailleurs un sentiment de peur à l'idée de grandir et de devenir une grande personne, mais son voisin la rassure. Il continue son récit, où il explique que cette fois-ci, le Petit Prince s'est retrouvé sur Terre.
Ce dernier parle avec un serpent, en Afrique, qui l'effraie quelque peu car ce dernier parle en énigme et affirme "posséder plus de pouvoirs que le doigt d'un roi". Le Petit Prince continue son voyage sur Terre et rencontre un jour un renard. Le Petit Prince désire jouer avec lui, mais l'animal refuse, expliquant qu'il n'est pas "apprivoisé". Questionnant sur ce qu'est le sens de ce mot, le renard lui explique qu'il s'agit de "tisser des liens", et qu'à l'heure où il lui explique ce dont il s'agit, il n'est qu'un petit garçon ordinaire comme tant d'autres. Il lui explique aussi que s'il l'apprivoise, ils deviendront amis, et qu'ils auront désormais besoin de l'un comme de l'autre. Le Petit Prince et le Renard deviennent finalement amis, tout comme la Petite Fille et l’Aviateur (prennant des photos ensembles et dessinant à la peinture fluorescente). Un jour, alors que le Petit Prince joue avec son ami Renard, il découvre un tunnel de roses. Il réalise que sa Rose, dont il a tant pris soin sur sa petite planète, n'est pas la seule dans l'univers, et devient malheureux. Son ami Renard vient alors le voir et lui conseille de partir retrouver sa Rose, affirmant que "c'est le temps dont il a pris soin pour sa rose qui fait qu'elle soit si importante". Mais le Petit Prince affirme que s'il s'en va, le Renard sera alors aussi malheureux que lui. Mais cela importe peu à l'animal, qui lui conseille à nouveau de partir et lui confie comme cadeau d'adieu un secret : "On ne voit bien qu'avec le cœur. L'essentiel est invisible pour les yeux".
Un jour, après une énième fugue chez son voisin en oubliant son programme d'étude, la Petite Fille part en ville en voiture avec le vieil homme, ce dernier voulant lui faire découvrir une boutique qui vend des pancakes gratuits lorsque c'est l'anniversaire de quelqu'un. Mais l'Aviateur conduit mal et très lentement (sa voiture étant très vieille) et est arrêté par la police. La Mère de la Petite Fille arrive, et la fillette l'interpelle, ce qui la met plus en colère. À la maison, la Mère réalise que sa fille a triché dans son programme pour autre chose, et lui demande de revenir à l'essentiel, c'est-à-dire entrer à l'Académie Werth. Mais cela aboutit à une dispute, conduisant la Petite Fille à parler de sa situation familiale avec sa Mère (on suppose fortement que les parents de la Petite Fille se sont séparés à cause de leur travail), et la Mère, furieuse, jette les récits poétiques du Petit Prince ainsi que la peluche de renard à la poubelle. Les semaines passent, mais un jour, la Petite Fille décide de récupérer les feuilles du récit et sa peluche.
Dans le désert, l'aviateur et le Petit Prince se retrouvent sans eau. Ils se mettent alors à la recherche d'un puits. La nuit, alors que les étoiles surplombent le ciel, le Petit Prince rassure l'Aviateur en lui disant que si un jour il venait à lui manquer, il n'aura qu'à regarder les étoiles pour l'entendre rire. Le lendemain, les deux compères trouvent enfin de l'eau dans un puits. Après avoir lu cette page de récit, la Petite Fille revient chez le vieil homme pour redémarrer l'avion et ainsi "partir à la recherche d'un puits". Mais l'Aviateur semble soucieux. Il confie à la Petite Fille que s'il doit redémarrer l'avion pour retrouver le Petit Prince, il devra faire le voyage seul (ce qui laisse sous-entendre qu'il approche de la fin de sa vie). Il décide pourtant de raconter la fin de l'histoire du Petit Prince à sa jeune voisine.
L'Aviateur a enfin fini de réparer son avion. Et alors qu'il cherche le Petit Prince pour le lui annoncer, il le retrouve discutant avec le Serpent, assis en haut d'un mur. Il n'a pas le temps d'effrayer le Serpent avec son pistolet que ce dernier s'enfuit. Le Petit Prince quant à lui, explique à l'Aviateur qu'il doit rentrer chez lui retrouver sa rose, affirmant qu'il en est responsable (cela coïncide avec le départ de l'Aviateur, comme si le jeune garçon s'en doutait à l'avance). Cependant, il confirme aussi que le corps qu'il possède est trop lourd et ne peut lui permettre de rentrer, ce qui explique sa rencontre avec le Serpent (ce dernier lui promettant de le mordre afin de le faire "mourir" sur Terre pour lui permettre de rentrer chez lui sur l'astéroïde B 612). Le soir venu, le Petit Prince s'éloigne, mais l'Aviateur refuse de le laisser s'en aller seul. Sachant très bien ce qu'il va lui arriver, l'Aviateur laisse le jeune garçon partir et voit le Serpent arriver, laissant un éclair doré au niveau de la cheville du Petit Prince qui tombe, comme tombe un arbre...
À la fin du récit, la Petite Fille est frustrée de cette fin de l'histoire, ne comprenant pas ce qui est arrivé au Petit Prince. Furieuse d'avoir perdu tout son été sur cette histoire, elle jette les feuilles de récit et sa peluche de renard au nez du vieil homme avant de mettre fin à son amitié avec l'Aviateur et de partir définitivement. Le dernier jour des vacances, alors qu'il pleut, la Petite Fille et sa Mère rentrent chez elles. Mais en arrivant, elles découvrent une ambulance devant la maison du vieil homme. La fillette se précipite à l'hôpital en vélo, mais ne peut aller plus loin, son voisin (visiblement en état grave) étant pris en charge par les médecins. En rentrant chez elle, la fille regarde sa chambre, plus particulièrement sa collection de boule à neige. Cette dernière s'interroge alors : le Petit Prince est-il vraiment rentré sur sa planète ? Tentant le tout pour le tout, et sachant que sa Mère est présente chez elle, la Petit fille fugue par la fenêtre de sa chambre en montant sur un tuyau pour atteindre la maison de son voisin, malgré la pluie et le vent. Mais le tuyau finit par céder sous son poids, et la fillette tombe dans le buisson. Rejoignant malgré tout le jardin du voisin, elle parvient à  monter dans l'avion et rejoint par la même occasion sa peluche de renard (qui s'est animée et a récupéré les fiches de récit du vieil homme). Bien que peu confiante, la Petite Fille parvient à faire décoller l'avion à l'aide d'un ingénieux mécanisme construit par l'Aviateur dans le cas où ce dernier comptait faire décoller son bolide. Volant au-delà des nuages, la Petite Fille constate avec effroi qu'il n'y a pas une seule étoile dans le ciel. Sans repères, elle découvre néanmoins un point lumineux et décide de s'en approcher. Mais alors qu'elle pensait trouver une étoile, elle découvre en réalité une planète représentant une grande ville fortement illuminée et remplie uniquement d'adultes prêts à travailler. Alors qu'elle cherche un endroit où atterrir, elle remarque une silhouette s'apparentant beaucoup à celle du Petit Prince dans son récit. Persuadée qu'il est sur cette planète, elle rate néanmoins son atterrissage et s'écrase plus ou moins sur une grande route et devant des voitures. L'agent de sécurité arrive pour l'arrêter, bien que le visage de ce dernier rappelle quelque chose à la demoiselle. Elle découvre que l'Agent de Sécurité n'est nul autre que le Vaniteux, de l'astéroïde B 326, et parvient à se libérer grâce à l'aide indirecte des habitants de la planète. Déterminée à rejoindre le toit du bâtiment où elle a aperçut le Petit Prince, elle parvient à rejoindre l'ascenseur, non sans s'être sans cesse s'être déguisée pour paraître adulte aux yeux des habitants (ces derniers ne comprenant aucun enfant). Grâce à l'aide de celui qu'elle croit reconnaître comme le Roi, de l'astéroïde B325, elle parvient finalement à rejoindre le toit du bâtiment. Une fois arrivée, elle tombe finalement sur un homme ressemblant au Petit Prince, mais qui à sa grande surprise... est un adulte ! Ce dernier, très maladroit, et essayant de ramoner les cheminées du bâtiment, dit s'appeler "Monsieur Prince", et dit ne rien se souvenir au sujet de sa Rose, de l'Aviateur, ou de quoi que ce soit qui puisse rappeler son enfance, expliquant que son travail passe avant tout. Mais avant qu'il n'ait pu achever son travail, tous ses outils finissent par tomber du bâtiment les uns après les autres et le rendent malheureux, Prince se considérant (et étant considéré par beaucoup d'adultes) comme un raté. La Petite Fille décide malgré tout de le consoler, et ce n'est qu'à ce moment que Prince se rend compte qu'elle est une enfant. Décidé à l'aider, il l'emmène dans un bâtiment dirigé par le Businessman. Un secrétaire arrive (ce qui attise l'animosité de la peluche renard), et guide la Petite Fille dans une unique pièce contenant une chaise et une table d'écolier, l'emprisonnant. Le secrétaire affirme que les habitants de cette planète doivent "aller à l'essentiel et se débarrasser du non essentiel", avant d'activer une machine servant à faire grandir la Petite Fille et de jeter le récit du Petit Prince et la peluche dans une poubelle. Prince est cependant mal à l'aise avec la situation (bien qu'il soit lui aussi passé par cette situation), et fait tomber la poubelle contenant les pages du récit. Cela semble avoir réveillé quelque chose en lui, tandis que le secrétaire le somme de ne pas toucher aux feuilles, et que la peluche renard vient délivrer la Petite Fille de sa chaise. Alors que le secrétaire allait la remettre à sa place, il est pris au piège par la machine, dirigée par Prince, et disparaît. Prince explique à la Petite Fille que le dessin de la caisse sur la feuille de récit est exactement la même que celle qu'il tient dans son badge. La Petit Fille lui raconte alors que l'avion de l'Aviateur les ayant conduit jusque sur cette planète est sur le point d'être détruit, et partent à sa recherche. Ils tombent alors sur une immense pièce rassemblant divers objets "non essentiels", ainsi que sur un immense globe où sont rassemblés toutes les étoiles du ciel. Apparaît alors le Businessman, qui confirme qu'il "possède" les étoiles, et veut détruire chaque étoiles et objets "non-essentiels" pour les transformer en énergie et en objets "essentiels" (ici, des trombones). Alors que la Petite Fille est sur le point d'être emmenée, elle est défendue par Prince, qui garde espoir malgré les moqueries et les rabaissements du Businessman contre lui. Grâce à un travail d'équipe, le trio parvient à rejoindre l'avion et à détruire le globe emprisonnant les étoiles, les ramenant ainsi dans le ciel. Cet évènement invite les habitants à lever les yeux au ciel, les libérant de leur quotidien monotone, ce qui ne ravit pas le Businessman et la perte de ses affaires... Dans l'avion, Prince se rappelle tous ses souvenirs de voyage, lorsqu'enfin, B 612 est en vue. Mais l'astéroïde est entièrement envahi par les baobabs, suite à la longue absence du Petit Prince. Lorsque le trio parvient à se poser après quelques difficultés, ils découvrent une Rose entièrement fanée sous son globe, ce qui attriste la Petite Fille qui affirme que le Petit Prince a échoué en voulant revenir chez lui. Mais alors qu'un coucher de soleil envahit le tout, la Petite Fille s'en retrouve rassurée par le Petit Prince, ayant retrouvé son apparence d'enfant. Ce dernier, loin d'être triste, affirme que sa Rose est toujours là, dans son cœur. Grâce à une nuée d'oiseaux, il aide la Petite Fille à repartir avec son avion, en lui demandant de dire à l'Aviateur qu'il se souvient de tout, et surtout de lui.
Le lendemain, La Petite Fille se rend à l'hôpital avec sa Mère avant la rentrée scolaire rendre visite à l'Aviateur. Le vieil homme se réveille et la reconnaît. La Petite Fille lui offre un livre de sa fabrication et regroupant toutes les pages du récit du Petit Prince ainsi que ses dessins, bien rangé et organisé. L'homme, touché, lui dit alors qu'elle deviendra une adulte formidable. Plus tard, alors que le ciel étoilé est haut dans le ciel, la Mère et la Petite Fille observent les étoiles et la Lune, tandis qu'au loin les rires de l'Aviateur et du Petit Prince retentissent dans le ciel...
Dans une scène post-générique, la Petite Fille, qui a fait sa rentrée à l'académie Werth, réalise un exposé du "Petit Prince" devant sa classe, avec sa peluche de renard.

## Fiche technique
Sauf indication contraire, les informations mentionnées dans cette section peuvent être confirmées par la base de données cinématographiques IMDb,  présente dans la section « Liens externes ».
- Titre original : Le Petit Prince
- Titre original anglophone : The Little Prince
- Réalisation : Mark Osborne
- Scénario : Irena Brignull et Bob Persichetti, d’après l’œuvre d'Antoine de Saint-Exupéry
- Direction d’écriture : Bob Persichetti
- Musique : Hans Zimmer, Richard Harvey et Camille Dalmais
- Photographie : Kris Kapp
- Montage : Matt Landon et Carole Kravetz Aykanian
- Production : Dimitri Rassam, Aton Soumache et Alexis Vonarb
- Sociétés de production : ON Animation Studios, Onyx Films, Mikros Image, Orange Studio, LPPTV (co-production), M6 Films (co-production) et Paramount Animation
- Société de distribution : Paramount Pictures France
- Pays de production :  France
- Langues originales : anglais et français (versions distinctes)
- Genre : animation
- Budget : 60 millions d'euros
- Durée : 106 minutes
- Dates de sortie :
  - France : 22 mai 2015 (festival de Cannes 2015)
  - Belgique, France, Suisse romande : 29 juillet 2015

## Distribution

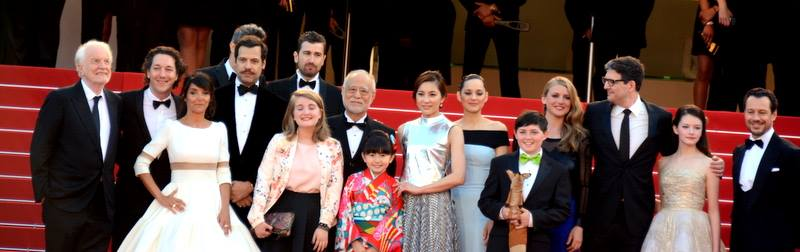
L'équipe du film le réalisateur accompagné d'une partie des acteurs assurant les voix dans les versions française, anglaise et japonaise au festival de Cannes 2015.

### Voix originales
- Riley Osborne : le Petit Prince[2]
- Jeff Bridges : l'aviateur[3]
- Mackenzie Foy : la petite fille
- Rachel McAdams : la mère
- James Franco : le renard
- Marion Cotillard : la rose
- Benicio del Toro : le serpent
- Albert Brooks : le businessman
- Paul Rudd : M. Prince, le Petit Prince plus vieux
- Ricky Gervais : le vaniteux
- Bud Cort : le roi
- Paul Giamatti : le professeur
- Jacquie Barnbrook : l'infirmière
- Marcel Bridges : le voisin préoccupé
- Jeffy Branion : le policier

### Voix françaises
- Andrea Santamaria : le Petit Prince
- André Dussollier : l'aviateur
- Clara Poincaré : la petite fille
- Florence Foresti : la mère
- Vincent Cassel : le renard
- Marion Cotillard : la rose
- Guillaume Gallienne : le serpent
- Vincent Lindon : le businessman
- Guillaume Canet : M. Prince, le Petit Prince plus vieux
- Laurent Lafitte : le vaniteux
- Achille Orsoni : le roi
- Bernard Tiphaine : le professeur
- Pascal Légitimus : le policier

## Conception du film

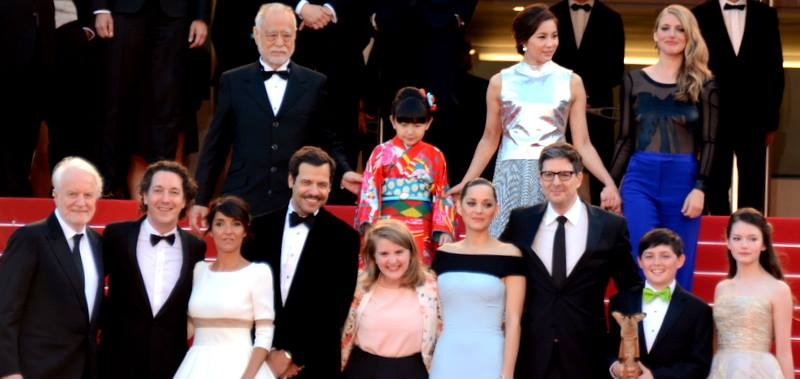
L'équipe du fillm "Le Petit prince" au festival de Cannes 2015.

### Voix
Dans les premières années de la production, le fils et la fille du réalisateur Mark Osborne, Riley et Maddie ont aidé en fournissant des voix témoins pour les rôles du Petit Prince et de la Petite Fille dans la version originale. Sa fille a grandi et sa voix a commencé à changer. Elle a donc dû être remplacée par Mackenzie Foy, qui avait 12 ans à l'époque. Le fils de Osborne, Riley, a été maintenu sur la voix du Petit Prince parce qu'ils n'ont jamais trouvé quelqu'un qui fasse un meilleur travail que lui. La distribution originale anglophone a été annoncée en juin 2013. La distribution francophone l'a été en décembre 2014 lors de la sortie de la bande-annonce française. Marion Cotillard prête sa voix à la Rose dans deux versions.

### Musique
Hans Zimmer compose la musique du film.
Camille écrit et interprète trois chansons pour le film.
On peut entendre également des chansons de Charles Trenet (Boum !, En quittant une ville...) dans la maison de l'aviateur.
Yumi Matsutoya a écrit la chanson thème de la sortie japonaise du film, intitulée « Kidzukazu Sugita Hatsukoi ».

## Accueil

### Accueil critique
Dans l'ensemble, le film reçoit un accueil positif.
Le site d'Allociné propose une moyenne de 3,4/5 basée sur 29 critiques presse. Les spectateurs lui donnent une moyenne de 4,2/5 basé sur les critiques spectateurs.
Sur le site de Metacritic il obtient un Metascore de 70/100 basé sur 6 avis.
Le site de Rotten Tomatoes lui donne un taux d'approbation de 95% basé sur 21 votes.

### Box-office
En France, le 11 août 2015, Le Petit Prince cumule 931 000 entrées en France, dont 18 148 entrées à Paris. Après 18 semaines d'exploitation, le film est un franc succès commercial puisqu'il atteint un total de 1 933 690 entrées en France.
Le Petit Prince connaît une excellente carrière au box office hors de France et devient le film d'animation français le plus vu dans les salles étrangères avec près de 18 millions d'entrées dans une soixantaine de pays début juin 2016, dont un succès notable en Italie où il rassemble 1,5 million d'entrées.

## Distinctions

### Récompense
- César 2016 : César du meilleur film d'animation

### Sélections
- Festival de Cannes 2015 : sélection officielle hors compétition